# Peter Falk
Peter Michael Falk (New York, 16 settembre 1927 – Beverly Hills, 23 giugno 2011) è stato un attore e produttore televisivo statunitense.
Celeberrimo per la serie TV Colombo, vinse grazie a essa 5 Emmy e un Golden Globe. Nel corso della sua carriera ottenne 2 candidature ai premi Oscar, 10 ai Golden Globe e 12 agli Emmy Award.

## Biografia

### Primi anni
Falk nacque a New York il 16 settembre del 1927, dall'unione di Michael Peter Falk (1898-1981), (proprietario di un negozio d'abbigliamento, nato da una famiglia ebraica di origini polacche e russe) e Madeline Hochhauser (1904-2001), (contabile e responsabile acquisti presso l'impresa del marito, nata da una famiglia ebraica di origini ungheresi e ceche). A causa di un retinoblastoma, all'età di tre anni Falk fu sottoposto a un intervento chirurgico di asportazione dell'occhio destro, in seguito al quale gli fu impiantata una protesi oculare che portò per tutta la vita e gli conferì quella particolarità dello sguardo che divenne il suo tratto distintivo.

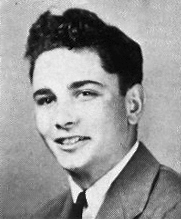
Peter Falk studente di liceo nel 1945

### Carriera televisiva
Il successo giunse per Falk tra gli anni cinquanta e sessanta, quando apparve in diverse serie televisive, tra cui Alfred Hitchcock presenta e La città in controluce. Nel 1961 venne ingaggiato per uno dei ruoli più importanti della sua carriera in Angeli con la pistola (1961) di Frank Capra, in cui impersonò un "simpatico" mafioso, a fianco del boss Glenn Ford e di Bette Davis. La consacrazione definitiva della sua carriera arrivò con il ruolo di protagonista della serie televisiva Colombo, il detective di Los Angeles che interpretò a partire dal 1968 in una lunga serie di film TV. Nel 1972 diresse anche un episodio della prima stagione della serie del tenente Colombo, Progetto per un delitto. 
Durante gli anni sessanta e settanta, periodo del suo massimo successo televisivo grazie a Colombo, Falk continuò la carriera cinematografica partecipando ad alcune importanti pellicole, spesso nel ruolo di italo-americano, come Ardenne '44, un inferno (1969) (nel ruolo del sgt. Rossi), Mariti (1970) e Una moglie (1974), a fianco di Gena Rowlands, ed entrambi diretti da John Cassavetes, Quando passi da queste parti (1976), Pollice da scasso (1978) di William Friedkin, e Una strana coppia di suoceri (1979), commedia nella quale apparve a fianco di Alan Arkin. Nel 1970 partecipò alla commedia Rosolino Paternò soldato, nel ruolo di un serioso ufficiale alleato. Dismessi i panni del tenente Colombo, che comunque mai abbandonò completamente, interpretò il ruolo di se stesso nel film Il cielo sopra Berlino (1987), del regista tedesco Wim Wenders. Celebre anche la sua partecipazione al film fantasy La storia fantastica (1987), pellicola cult degli anni ottanta, in cui impersonò l'anziano che racconta al proprio nipote (interpretato da Fred Savage) la storia su cui il lungometraggio è incentrato.

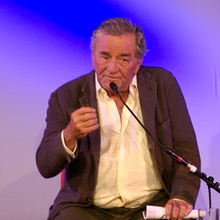
Peter Falk nel 2007

Fu molto apprezzato anche per le brillanti performance in commedie come Invito a cena con delitto (1976), nei panni del detective Sam Diamante, film in cui compaiono le parodie di altri investigatori famosi tra cui Poirot e Miss Marple. Nel 1995 partecipò al film televisivo I ragazzi irresistibili, nel ruolo che valse l'Oscar a George Burns nel precedente film del 1975. Nel 2007 fece una breve apparizione nel film Next, con Nicolas Cage. Apparve inoltre nelle sequenze finali del video musicale di Ghostbusters di Ray Parker Jr..

### Malattia e morte
Nel 2006 gli venne diagnosticato la malattia di Alzheimer. La figlia adottiva Catherine chiese e ottenne la tutela legale nei confronti del padre, oramai incapace di intendere. Successivamente la seconda moglie Shera Danese presentò ricorso contro la decisione, sostenendo di avere ricevuto direttamente dall'attore il mandato di gestirne salute e affari prima che le sue condizioni psicofisiche degenerassero. La tutela definitiva passò infine alla moglie, grazie all'accoglimento del ricorso.
Peter Falk morì all'età di 83 anni nella sua villa di Beverly Hills, in California, il 23 giugno del 2011 ed è sepolto nel Westwood Memorial Park di Los Angeles in California.

## Vita privata
Il 17 aprile 1960 Falk sposò la pianista Alyce Mayo (1931-2016), che aveva conosciuto quando ambedue erano studenti alla Syracuse University. La coppia adottò due figlie, Catherine e Jackie, per poi divorziare nel 1976. Il 7 dicembre 1977 Falk sposò l'attrice Shera Danese, che apparve con lui in sei episodi della serie televisiva Colombo. Si conobbero sul set di Mikey e Nicky. La coppia rimase unita per quasi 34 anni, sino alla morte dell'attore.

## Filmografia

### Attore

#### Cinema
- Il paradiso dei barbari (Wind Across the Everglades), regia di Nicholas Ray (1958)
- The Bloody Brood, regia di Julian Roffman (1959)
- Sparate a vista (Pretty Boy Floyd), regia di Herbert J. Leder (1960)
- Sindacato assassini (Murder, Inc.), regia di Burt Balaban e Stuart Rosenberg (1960)
- Il mistero dello scoglio rosso (The Secret of the Purple Reef), regia di William Witney (1960)
- Angeli con la pistola (Pocketful of Miracles), regia di Frank Capra (1961)
- La scuola dell'odio (Pressure Point), regia di Hubert Cornfield (1962)
- Il balcone (The Balcony), regia di Joseph Strick (1963)
- Questo pazzo, pazzo, pazzo, pazzo mondo (It's a Mad Mad Mad Mad World), regia di Stanley Kramer (1963)
- I 4 di Chicago (Robin and the 7 Hoods), regia di Gordon Douglas (1964)
- Italiani, brava gente, regia di Giuseppe De Santis (1964)
- La grande corsa (The Great Race), regia di Blake Edwards (1965)
- Penelope la magnifica ladra (Penelope), regia di Arthur Hiller (1966)
- Luv vuol dire amore? (Luv), regia di Clive Donner (1967)
- L'emblema di Viktor (Too Many Thieves), regia di Abner Biberman (1967)
- Lo sbarco di Anzio (Anzio), regia di Edward Dmytryk e Duilio Coletti (1968)
- Gli intoccabili, regia di Giuliano Montaldo (1969)
- Ardenne '44, un inferno (Castle Keep), regia di Sydney Pollack (1969)
- Rosolino Paternò soldato, regia di Nanni Loy (1970)
- Mariti (Husbands), regia di John Cassavetes (1970)
- Una moglie (A Woman Under the Influence), regia di John Cassavetes (1974)
- Invito a cena con delitto (Murder by Death), regia di Robert Moore (1976)
- Mikey e Nicky (Mikey and Nicky), regia di Elaine May (1976)
- Quando passi da queste parti... (Griffin and Phoenix - A Love Story), regia di Daryl Duke (1976)
- La sera della prima (Opening Night), regia di John Cassavetes (1977)
- A proposito di omicidi... (The Cheap Detective), regia di Robert Moore (1978)
- Pollice da scasso (The Brink's Job), regia di William Friedkin (1978)
- Una strana coppia di suoceri (The In-Laws), regia di Arthur Hiller (1979)
- Giallo in casa Muppet (The Great Muppet Caper), regia di Jim Henson (1981)
- California Dolls (...All the Marbles), regia di Robert Aldrich (1981)
- Il grande imbroglio (Big Trouble), regia di John Cassavetes (1986)
- Il cielo sopra Berlino (Der Himmel über Berlin), regia di Wim Wenders (1987)
- Un'idea geniale (Happy New Year), regia di John Avildsen (1987)
- La storia fantastica (The Princess Bride), regia di Rob Reiner (1987)
- Il segreto della piramide d'oro (Vibes), regia di Ken Kwapis (1988)
- Cookie, regia di Susan Seidelman (1989)
- Due donne e un assassino (In the Spirit), regia di Sandra Seacat (1990)
- Zia Julia e la telenovela (Tune in Tomorrow...), regia di Jon Amiel (1990)
- Così lontano, così vicino (In Weiter Ferne so Nah), regia di Wim Wenders (1993)
- Un adorabile testardo (Roommates), regia di Peter Yates (1995)
- Cops n Roberts, regia di Peter Crane (1995)
- Lakeboat, regia di Joe Mantegna (2000)
- Enemies of Laughter, regia di Joey Travolta (2000)
- Made - Due imbroglioni a New York (Made), regia di Jon Favreau (2001)
- Corky Romano - Agente di seconda mano (Corky Romano), regia di Rob Pritts (2001)
- Three Days of Rain, regia di Michael Meredith (2002)
- Undisputed, regia di Walter Hill (2002)
- Checking Out, regia di Jeff Hare (2005)
- Ricomincio da me (The Thing About My Folks), regia di Raymond De Felitta (2005)
- Three Days to Vegas, regia di Charlie Picerni (2007)
- Next, regia di Lee Tamahori (2007)
- American Cowslip, regia di Mark David (2009)

#### Televisione
- Have Gun - Will Travel – serie TV, episodio 4x09 (1960)
- Cry Vengeance! – film TV (1961)
- The Million Dollar Incident – film TV (1961)
- Corruptors (Target: The Corruptors) – serie TV, episodio 1x01 (1961)
- Alfred Hitchcock presenta (Alfred Hitchcock Presents) – serie TV, episodio 6x28 (1961)
- Gli intoccabili (The Untouchables) – serie TV (1960-1961)
- Ai confini della realtà (The Twilight Zone) – serie TV, episodio 3x06 (1961)
- The New Breed – serie TV, episodio 1x15 (1962)
- L'ora di Hitchcock (The Alfred Hitchcock Hour) – serie TV, episodio 1x13 (1962)
- The Dick Powell Show – serie TV, episodi 1x17-2x04-2x18 (1962-1963)
- Il dottor Kildare (Dr. Kildare) – serie TV, episodio The Balance and the Crucible (1963)
- Ben Casey – serie TV, 2 episodi (1964)
- Le cause dell'avvocato O'Brien (The Trials of O'Brien) – serie TV, 22 episodi (1965-1966)
- Brigadoon – film TV (1966)
- A Hatful of Rain – film TV (1968)
- Prescrizione assassinio (Prescription: Murder), regia di Richard Irving – film TV (1968)
- Reporter alla ribalta (The Name of the Game) – serie TV, 44 episodi (1968-1971)
- Per un'ora di gloria (A Step Out of Line) – film TV (1971)
- Colombo (Columbo) – serie TV, 69 episodi (1968-2003)
- Quando passi da queste parti... (Griffin and Phoenix: A Love Story), regia di Daryl Duke – film TV (1976)
- The Dean Martin Celebrity Roast: Frank Sinatra – film TV (1977)
- I ragazzi irresistibili (The Sunshine Boys), regia di John Erman – film TV (1996)
- Pronto (Pronto) – film TV (1997)
- Una scommessa di troppo (Vig), regia di Graham Theakston – film TV (1998)
- A Storm in Summer - Temporale d'estate (A Storm in Summer) – film TV (2000)
- From Where I Sit – film TV (2000)
- Una città senza Natale (A Town Without Christmas) – film TV (2001)
- Il mondo perduto (The Lost World) – film TV (2001)
- Wilder Days (Wilder Days) – film TV (2003)
- Finding John Christmas – film TV (2003)
- When Angels Come to Town – film TV (2004)

### Doppiatore
- Shark Tale, regia di Bibo Bergeron (2004)

### Regista
- Colombo – serie TV, episodio 1x07 (1972)

## Riconoscimenti
- Premio Oscar
  - 1961 – Candidatura al miglior attore non protagonista per Sindacato Assassini
  - 1962 – Candidatura al miglior attore non protagonista per Angeli con la pistola
- Golden Globe
  - 1973 – Miglior attore protagonista in una serie drammatica per Colombo
- David di Donatello
  - 2004 – Targa d'oro
- Premio Emmy
  - 1962 – Miglior attore protagonista in una miniserie o film per The Dick Powell Show
  - 1972 – Miglior attore protagonista in una serie drammatica per Colombo
  - 1975 – Miglior attore protagonista in una miniserie o film per Colombo
  - 1976 – Miglior attore protagonista in una serie drammatica per Colombo
  - 1990 – Miglior attore protagonista in una serie drammatica per Colombo

## Doppiatori italiani
Nelle versioni in italiano dei suoi film, Peter Falk è stato doppiato da:
- Ferruccio Amendola in Riscatto per un uomo morto, Una moglie, Pollice da scasso, Una strana coppia di suoceri, Il segreto della piramide d'oro, Zia Giulia e la telenovela, Un adorabile testardo
- Antonio Guidi in Colombo (st. 9-11), Ardenne '44, un inferno, Temporale d'estate, Pronto, Luci nel cuore, Corky Romano - Agente di seconda mano
- Giampiero Albertini in Prescrizione: assassinio, Colombo (st. 1-8), Invito a cena con delitto, A proposito di omicidi..., Il grande imbroglio, Il cielo sopra Berlino
- Oreste Lionello in Angeli con la pistola, Questo pazzo pazzo pazzo pazzo mondo, Penelope, la magnifica ladra, Luv vuol dire amore?
- Renato Cominetti in I 4 di Chicago, La grande corsa
- Pino Locchi in Lo sbarco di Anzio, Gli intoccabili
- Nando Gazzolo in Il mistero dello scoglio rosso
- Sergio Graziani in La scuola dell'odio
- Carlo Croccolo in Italiani, brava gente
- Giacomo Piperno in Rosolino Paternò, soldato
- Manlio De Angelis in Mariti
- Roberto Villa in Mikey e Nicky
- Ennio Coltorti in Giallo in casa Muppet
- Riccardo Cucciolla in La storia fantastica
- Michele Gammino in Cookie
- Bruno Alessandro in I ragazzi irresistibili
- Pietro Biondi in Made - Due imbroglioni a New York
- Ugo Maria Morosi in Undisputed
- Stefano Mondini in Ricomincio da me
- Oreste Rizzini in Next

Da doppiatore è sostituito da:
- Franco Chillemi in Shark Tale